# Говорухин, Лев Алексеевич
Лев Алексе́евич Говору́хин (20 сентября 1912, Баку — 28 августа 1999, Киев) — советский офицер, Герой Советского Союза, в годы Великой Отечественной войны штурман 525-го штурмового авиационного полка 227-й штурмовой авиационной дивизии 8-го штурмового авиационного корпуса 8-й воздушной армии 4-го Украинского фронта, майор.

## Биография
Родился 20 сентября 1912 года в городе Баку в семье рабочего. Русский. Член ВКП(б) с 1942 года. В 1933 году окончил Грозненский автомобильный техникум. Работал механиком на нефтепромыслах в городе Грозном.
В 1935 году призван в ряды Красной Армии. В 1940 году окончил Энгельсского военную авиационную школу лётчиков. Участник Великой Отечественной войны с июня 1941 года.
За время войны майор Л. А. Говорухин совершил 198 боевых вылетов, уничтожил более 20 танков и бронемашин, более 100 автомашин, 50 железнодорожных вагонов, 3 паровоза, 7 складов с горючим и боеприпасами, много другой боевой техники и живой силы противника.
Указом Президиума Верховного Совета СССР от 15 мая 1946 года за мужество и героизм, проявленные при уничтожении живой силы и техники противника майору Льву Алексеевичу Говорухину присвоено звание Героя Советского Союза с вручением ордена Ленина и медали «Золотая Звезда» (№ 6878).
После войны продолжал службу в ВВС. В 1948 году окончил Высшие лётно-тактические курсы, в 1955 году — Военно-воздушную академию. С 27 июня 1966 года генерал-майор авиации Л. А. Говорухин — в запасе. Жил в Киеве.
Умер 28 августа 1999 года. Похоронен в Киеве на Лукьяновском военном кладбище.